# Morte em Pemberley (série de televisão)
Morte em Pemberley (no original Death Comes to Pemberley) é uma minissérie de televisão britânica de drama e suspense, baseada no livro de mesmo nome de 2011 de P. D. James, o qual possui seu enredo baseado em personagens ficcionais de Orgulho e Preconceito (1813) de Jane Austen. A minissérie composta por três episódios, foi transmitida pela BBC One de 26 a 28 de dezembro de 2013.
Morte em Pemberley retrata os acontecimentos após Orgulho e Preconceito, que resultaram no casamento do Sr. Fitzwilliam Darcy e da Srta. Elizabeth Bennet, no qual a família se vê envolvida no mistério de um assassinato.

## Enredo
É 1803, seis anos após o casamento entre o Sr. Fitzwilliam Darcy e a Srta. Elizabeth Bennet, conforme narrado em Orgulho e Preconceito.  A família Darcy está se preparando para realizar um baile e George Wickham e sua esposa Lydia (irmã de Elizabeth), estão viajando de carruagem para Pemberley juntamente com o capitão Denny. Entretanto, Wickham e Denny discutem e saem da carruagem furiosos. Os dois homens desaparecem na floresta, onde Lydia ouve dois tiros e nervosa se dirige a casa de sua irmã. Após ser informado do ocorrido, Darcy envia uma equipe de busca, que encontra Wickham perturbado e histérico, segurando o corpo de Denny e se culpando por seu assassinato.

## Elenco

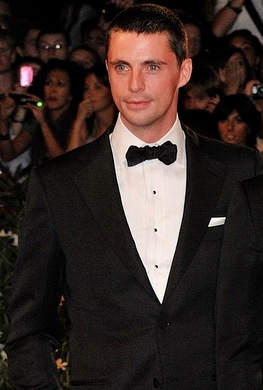
Matthew Goode interpreta o acusado de assassinato George Wickham.

- Matthew Rhys como Fitzwilliam Darcy
- Anna Maxwell Martin como Elizabeth Darcy
- Jenna Coleman como Lydia Wickham
- Matthew Goode como George Wickham
- Trevor Eve como Sir Selwyn Hardcastle
- Alexandra Moen como Jane Bingley
- Rebecca Front como Sra Bennet
- James Fleet como Sr Bennet
- Penelope Keith como Lady Catherine de Bourgh
- Joanna Scanlan como Sra Reynolds
- Tom Ward como Coronel Fitzwilliam
- Eleanor Tomlinson como Georgiana Darcy
- James Norton como Sr Henry Alveston
- Nichola Burley como Louisa Bidwell
- Philip Martin Brown como Sr Bidwell
- Kevin Eldon como Dr McFee
- Jennifer Hennessy como Sra Bidwell
- Lewis Rainer como Will Bidwell
- Mariah Gale como Sra Younge
- Teresa Churcher as Sra Piggott
- Tom Canton como Capitão Martin Denny
- Oliver Maltman como George Pratt
- David Blockley como Lacaio

## Produção
A produção de uma série baseada no livro de mesmo nome de  P. D. James, publicado originalmente em 2011, foi encomendada pelo controlador da BBC Drama Ben Stephenson e pelo então controlador da BBC One, Danny Cohen.

### Elenco
O elenco foi anunciado em 18 de junho de 2013, tendo sido escalado por Gary Davy. O ator Tom Ward, que interpreta o Coronel Fitzwilliam, é o único membro do elenco que já desempenhou um papel em uma adaptação de Pride and Prejudice, interpretando o tenente Chamberlayne na adaptação da BBC de 1995.

### Filmagens
As filmagens de Morte em Pemberley iniciaram-se em junho de 2013 em locações em Yorkshire e Derbyshire na Inglaterra e foram apoiadas com investimentos da Screen Yorkshire. A Chatsworth House em Derbyshire foi utilizada nas cenas como no exterior de Pemberley, e os quartos em Chatsworth e em Castle Howard e Harewood House, ambos em Yorkshire, foram usados para as cenas internas. Áreas de terras do National Trust, incluindo Hardcastle Crags, Abadia de Fountains e a propriedade 
Studley Royal e Treasurer's House, também foram usadas nas filmagens. O Guildhall de Beverley forneceu o local para a locação de um tribunal. As cenas da forca foram filmadas em um andaime especialmente construído fora do York Crown Court, com o personagem Wickham emergindo do portão da antiga prisão de devedores no Museu de York.

## Episódios
| Número | Título          | Diretor         | Roteirista       | Exibição original      | Audência (em milhões) |
| --- | --------------- | --------------- | ---------------- | ---------------------- | --------------------- |
| 1 | "Episódio Um"   | Daniel Percival | Juliette Towhidi | 26 de dezembro de 2013 | 7,81                  |
| Elizabeth e seu marido há seis anos, o Sr. Darcy, estão se preparando para um baile em Pemberly. Elizabeth faz uma visita de caridade à Sra. Bidwell, uma inquilina que mora em uma casa de campo na propriedade juntamente com sua filha, Louisa (uma empregada doméstica em Pemberley), e o bebê recém-nascido desta. O filho da Sra. Bidwell, Will, está com uma doença terminal e acamado. Na ocasião no baile, Pemberley dá as boas-vindas aos pais de Elizabeth e ao primo do Sr. Darcy, o Coronel Fitzwilliam, que deseja se unir a irmã de Darcy, Georgiana, que por sua vez está apaixonada por Henry Alveston, um jovem advogado. Dois membros da família não são convidados: a irmã de Elizabeth, Lydia, e seu marido George Wickham. Entretanto, Lydia chega a Pemberley após ouvir dois tiros e relata que Wickham discutiu com seu companheiro de viagem, o capitão Denny e os dois sumiram na floresta. Uma equipe de busca logo encontra Denny morto e Wickham ensanguentado e semiconsciente. Darcy contacta o magistrado local, Sir Selwyn Hardcastle, que prende Wickham pelo assassinato.                             |                 |                 |                  |                        |                       |
| 2 | "Episódio Dois" | Daniel Percival | Juliette Towhidi | 27 de dezembro de 2013 | 6,00                  |
| Fitzwilliam visita Wickham na prisão e Elizabeth cancela o baile e garante aos funcionários que eles não têm nada a temer. Ela fica intrigada com fragmentos de uma carta rasgada que encontra, na qual o escritor pede para encontrar Darcy na floresta. Ela conta a Hardcastle sobre ter visto uma mulher que se acredita ser o fantasma vagando pela floresta, mas Elizabeth tem certeza de que não é o caso. Elizabeth e Darcy discutem porque Darcy apoia o casamento de Fitzwilliam com Georgiana, enquanto Elizabeth acredita que ela deveria fazer sua própria escolha. Embora Georgiana recuse a proposta de casamento de Alveston, ele comparece ao inquérito com Darcy, onde é decidido que Wickham será julgado por assassinato. Enquanto isso, Elizabeth descobre que Wickham, usando um nome falso, se relacionou com Louisa e é o pai de seu filho. |                 |                 |                  |                        |                       |
| 3 | "Episódio Três" | Daniel Percival | Juliette Towhidi | 28 de dezembro de 2013 | 6,05                  |
| Na prisão aguardando julgamento, Wickham admite a Darcy ser o pai do filho de Louisa Bidwell. Louisa conta a Elizabeth que na manhã do assassinato ela se encontrou com o capitão Denny e uma mulher que adotaria o bebê. Esta é a mulher que foi confundida com o fantasma. Ela é irmã de Wickham, Sra. Younge, que anos antes atraiu Georgiana para Wickham. Louisa decidiu ficar com seu bebê e também viu o coronel Fitzwilliam na abadia naquela manhã. Darcy descobre que Fitzwilliam planejou a adoção, agindo ilegalmente em seu nome. Em paralelo, com base em sua confissão autoincriminatória e no relato de uma testemunha, a Sra. Piggott, que viu Wickham discutindo com o capitão Danny, ele é considerado culpado e condenado à forca. O reverendo Oliphant e Elizabeth visitam o Sr. e a Sra. Bidwell, onde Will, que está morrendo, faz uma confissão. Wickham é considerado inocente e ele e Lydia viajam para fora do país. Alveston e Georgiana ficam noivos. Darcy diz a Elizabeth que Louisa não precisa desistir de seu filho como havia sido combinado anteriormente. Elizabeth revela a Darcy que está grávida. |                 |                 |                  |                        |                       |

## Recepção
Morte em Pemberley recebeu avaliações positivas, a publicação The Guardian descreveu o tom do primeiro episódio como sendo respeitoso ao original de Austen, mas "sem medo de se destacar e ser algo muito diferente também", descrevendo-o como uma mistura entre drama de época e Agatha Christie ou Midsomer Murders. Uma crítica posterior descreveu a minissérie como um "programa de televisão de Natal praticamente perfeito", elogiando a aparência de Morte em Pemberley e o "enredo satisfatório". Lina Talbot, escrevendo para o The Independent, elogiou a escalação dos atores do Sr. e Sra. Bennet, enquanto Radio Times, elogiou os valores de produção da obra e observou que eles foram apoiados por um enredo "substancial".